# Boureima Zongo
Boureima Zongo (ur. 16 marca 1972) – burkiński piłkarz grający na pozycji pomocnika.

## Kariera klubowa
W swojej karierze piłkarskiej grał w klubie RC Bobo-Dioulasso. W latach 1996 i 1997 wywalczył z nim dwa tytuły mistrza Burkiny Faso. W 1995 roku zdobył z nim Coupe du Faso i Superpuchar Burkiny Faso.

## Kariera reprezentacyjna
W reprezentacji Burkiny Faso zadebiutował w 1995 roku. W 1996 roku został powołany do kadry na Puchar Narodów Afryki 1996. Zagrał na nim w dwóch meczach: z Zambią (1:5) i z Algierią (1:2), w którym strzelił gola.
W 1998 roku Zongo był w kadrze Burkiny Faso na Puchar Narodów Afryki 1998. Na tym turnieju zajął 4. miejsce. Wystąpił na nim w pięciu meczach: z Kamerunem (0:1), z Algierią (2:1), z Gwineą (1:0), w ćwierćfinale z Tunezją (1:1, k. 8:7) i półfinale z Egiptem (0:2).